# Fabryka Wyrobów Włókienniczych Leonhardt, Woelker i Girbardt

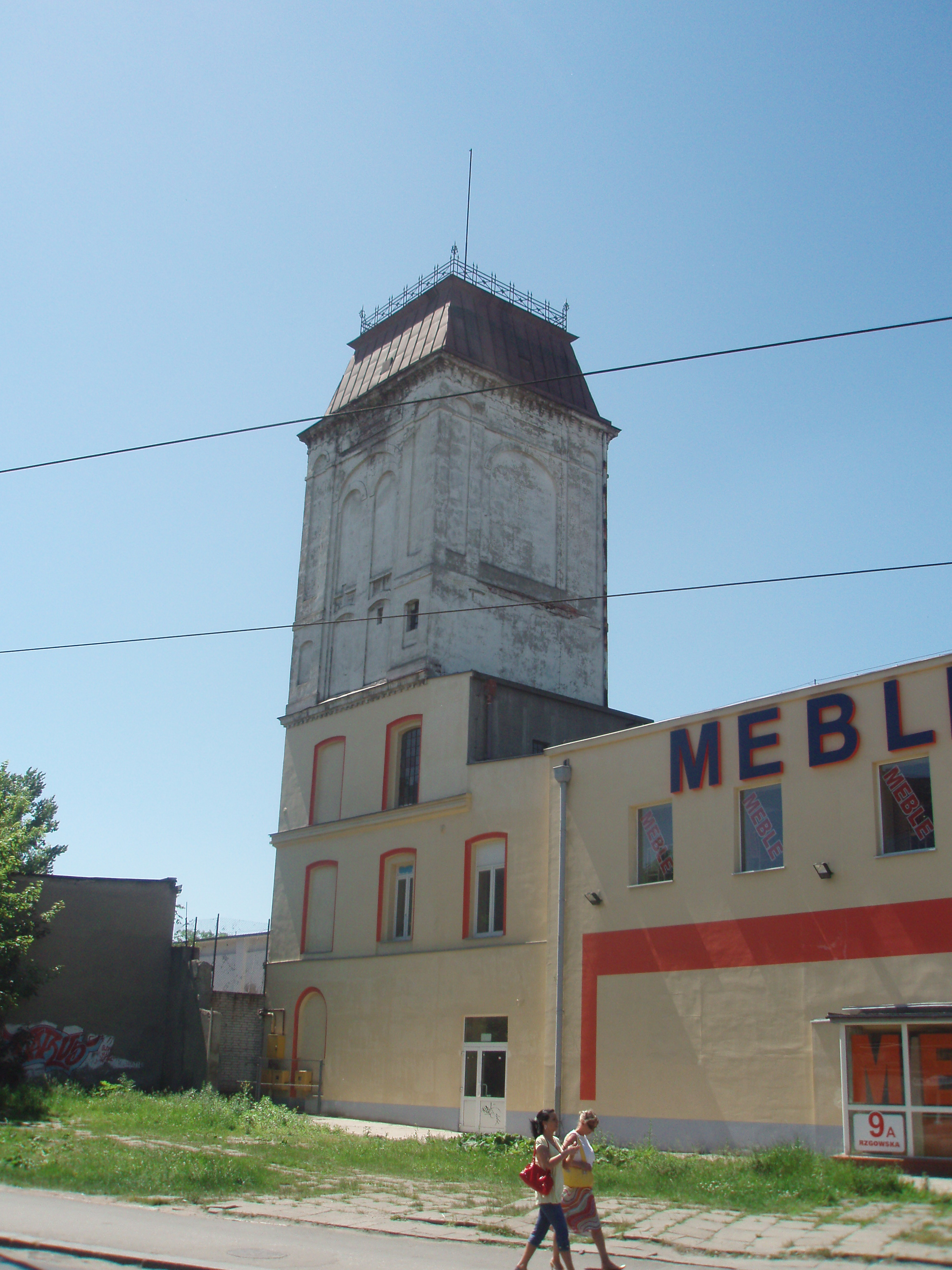
Fragment fabryki (2008 r.)

Fabryka Wyrobów Włókienniczych Leonhardt, Woelker i Girbardt (także Towarzystwo Akcyjne Sukiennej Manufaktury, dziś Arelan S.A.) – powstała w 1878 roku na terenie dawnej wsi Dąbrowa pod Łodzią w guberni piotrkowskiej. Położona jest przy ulicy Rzgowskiej 17a w Łodzi w dzielnicy Górna, osiedlu administracyjnym Górniak.

## Historia
Utworzenie przedsiębiorstwa Leonhardt, Woelker i Girbardt, jak i innych uruchomionych w latach 80. XIX wieku, było m.in. spowodowane wprowadzeniem przez władze rosyjskie od 1877 roku wysokiej bariery celnej na importowane wyroby włókiennicze. Powodowało, to że część producentów tych wyrobów z krajów niemieckich i austriackich zdecydowała się na przeniesienie swoich struktur produkcyjnych do Rosji, najczęściej do Królestwa Polskiego.
Fabryka została założona w 1878 roku przez Ernsta Leonhardta – Saksończyka, który przybył do Łodzi w 1877 roku i wraz ze swoim szwagrem Wilhelmem Woelkerem oraz sprowadzonym do miasta Saksończykiem Hilamarem Girbardtem, zakupił w wówczas podłódzkiej wsi Dąbrowa ziemię i wybudował fabrykę produkującą przędzę czesankową, sukno i tkaniny.
Od 1905 roku – fabryka działała jako Towarzystwo Akcyjne Sukiennej Manufaktury.
W czasie II wojny światowej fabryka została zajęta przez okupantów hitlerowskich, którzy w jej części utworzyli warsztaty lotnicze. Powstały tu zakłady Promotor, produkujące głównie silniki samolotowe. Pracownicy organizowali liczne akcje sabotażowe. Jedna z akcji została wykryta i jej uczestnicy zostali zamordowani 20 czerwca 1942 roku w murach fabryki (informuje o tym tablica pamiątkowa umieszczona dawniej na portierni zakładów, a obecnie przed wejściem w WSInf).
Po upaństwowieniu, od 1945 aż do 1950 roku, fabryka została oddziałem Państwowych Zakładów Przemysłu Wełnianego nr. 6 przy ulicy Łąkowej 3/5.
W 1952 roku powstało samodzielne przedsiębiorstwo – Łódzkie Zakłady Przemysłu Wełnianego nr 13.
W 1970 roku przyjęło ono nazwę – Przędzalnia Czesankowa Arelan. Zatrudnienie w tym okresie osiągnęło 2800 osób. Przedsiębiorstwo produkuje z włókien wełnianych i wełnopodobnych przędzę stanowiącą półfabrykat dla tkactwa i dziewiarstwa, oraz wytwarza włóczkę dla indywidualnych odbiorców.
Po 1990 roku przedsiębiorstwo wytypowane zostaje do Narodowych Funduszy Inwestycyjnych stając się Spółką Akcyjną, z przewagą akcjonariatu pracowniczego.
Restrukturyzacja majątku w latach 1996–2001 doprowadziła do ograniczenia posiadanych nieruchomości do minimum niezbędnego dla potrzeb produkcji.
Obecnie część terenu zajmuje Wyższa Szkoła Informatyki.

## Aktualnie
- Zatrudnienie wynosi 175 osób.
- Kapitał akcyjny firmy – 797,3 tys. zł
- Kapitał zapasowy – 6503,8 tys. zł

## Powiązania
- Nieodłączną częścią fabryki Leonhardt, Woelker i Girbardt jak i jej historii jest dawny Park im. Hibnera będącym północnym obszarem Parku im. Legionów.
- Nazwisko jednego z fabrykantów dało nazwę położonemu obok placowi zwanemu Rynkiem Leonarda – obecnie Plac Niepodległości.
- Dla wieloletniego dyrektora zakładów Jana Starowicza wybudowano przy ulicy Piotrkowskiej 292 kamienicę Pod Góralem.